# 中露朝三国国境

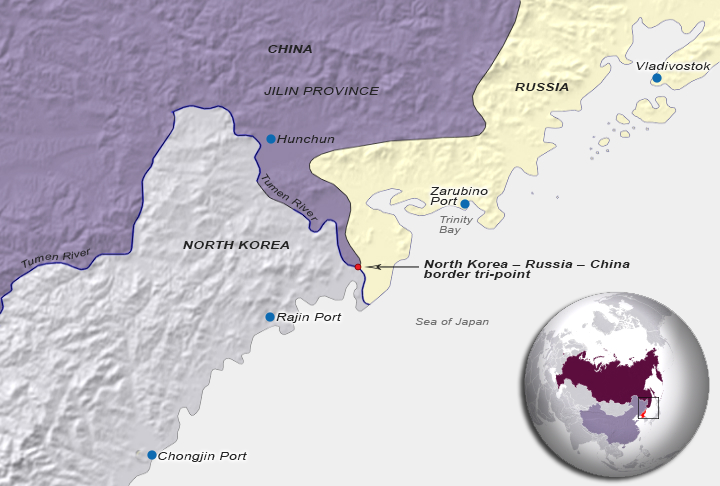
中露朝三国国境の位置

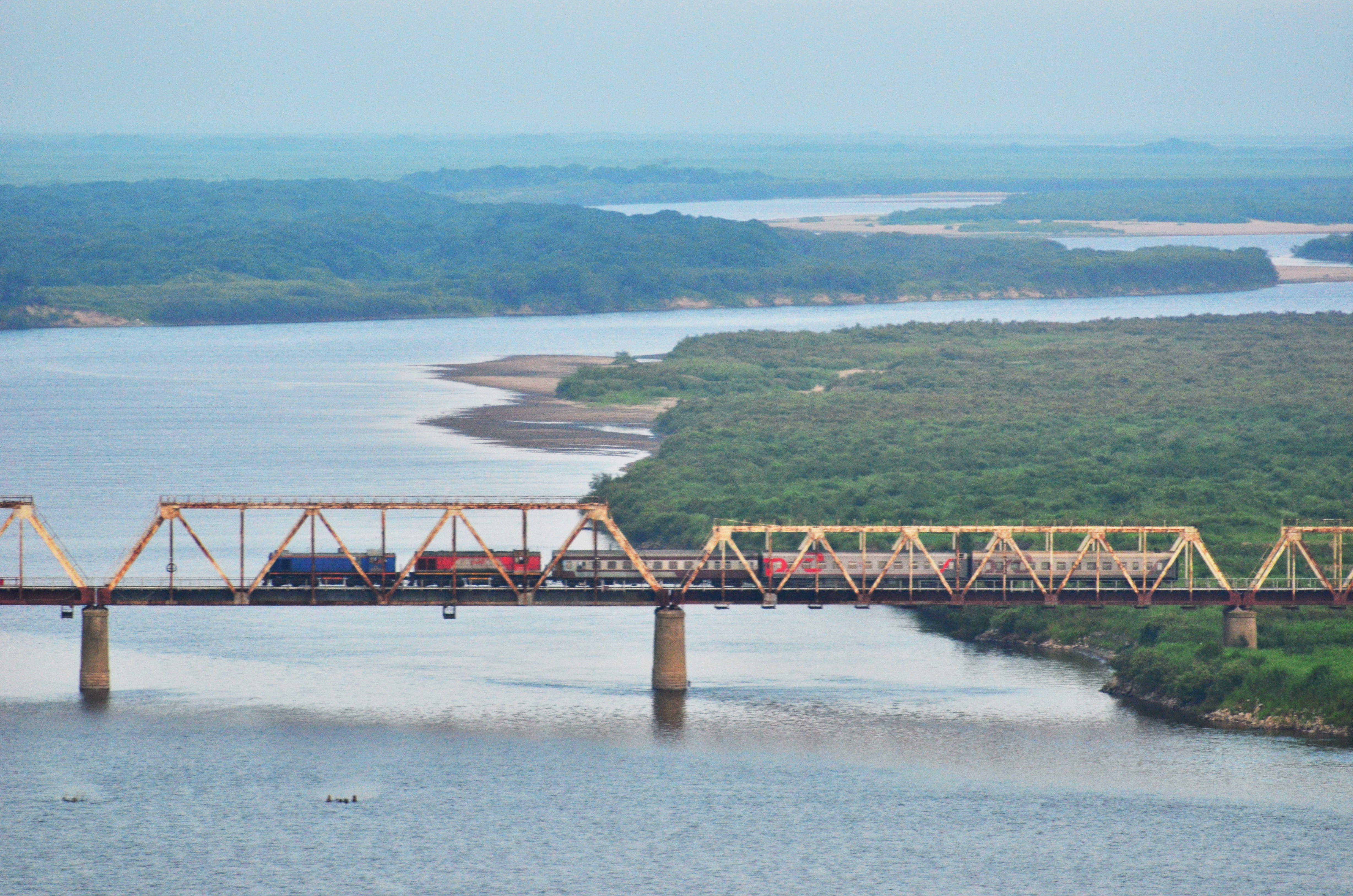
中国・防川村から見た朝鮮・ロシア友情橋

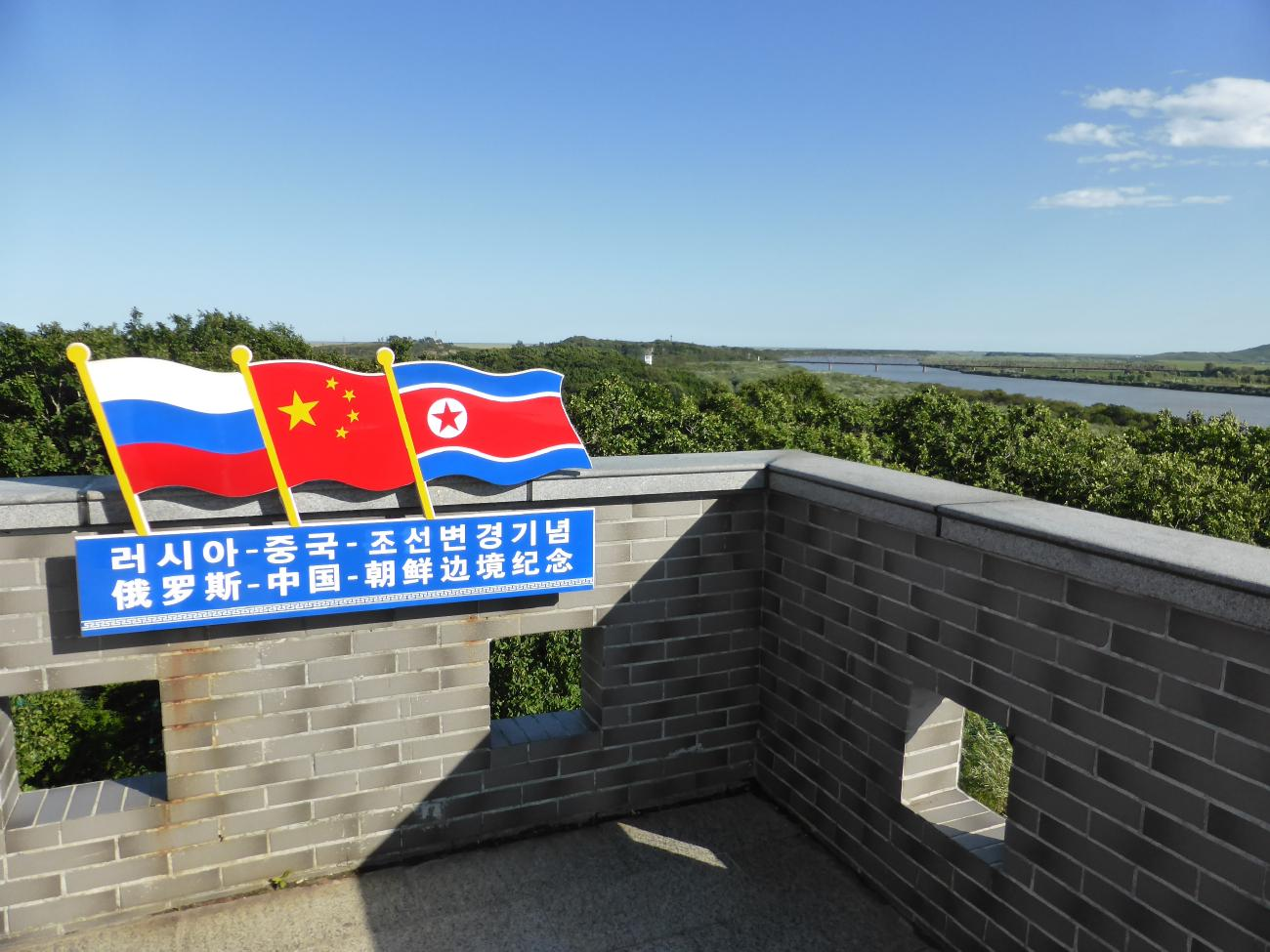
三国国境記念碑

中露朝三国国境（ちゅうろちょうさんごくこっきょう）は、中華人民共和国（中国）・ロシア（露西亜）・朝鮮民主主義人民共和国（朝鮮）の三国の国境である。この三国国境地点は豆満江の中にあり、朝鮮・ロシア友情橋から約500メートル、ロシアのハサン地区から約2,000メートル上流の地点である。

## 概要
ロシアと朝鮮の陸上の国境は、豆満江とその河口の谷線であり、海上の国境は日本海の両国の領海を分離している。
三国間の国境条約は1985年4月17日（当時のロシアはソ連）に署名された。この条約では、ソ連・朝鮮・中国の三国国境の位置を指定している。右岸の朝鮮と左岸の中国・ロシアとの国境は豆満江の両岸の中央線であり、中国とロシアの国境は北から三国国境地点に近づいている。三国国境地点は川の中にあり、その地点に標識を立てるのは現実的ではない。そのため、条約では、河岸に3つの花崗岩製の標識を設置し、その位置に基づいて三国国境の位置を指定している。三国国境の位置は、豆満江の両岸の中央線と、中露国境第423号標識から豆満江の中央線への垂線の交点と規定されている。
- 中露国境第423号標識（条約番号1、左岸） - 北緯42度25分10.2秒 東経130度38分17.7秒 / 北緯42.419500度 東経130.638250度（平壌測地系） 北緯42度25分11秒 東経130度38分21秒 / 北緯42.419787度 東経130.639275度 (WGS-84)
- 朝鮮側標識（条約番号2、右岸） - 北緯42度24分59.5秒 東経130度38分06.5秒 / 北緯42.416528度 東経130.635139度
- ロシア側標識（条約番号3、左岸）

国境のロシア側の行政単位は沿海地方のハサン地区である。朝鮮側は羅先特別市に、中国側は吉林省琿春市の防川村に属する。この地域を管轄する主要なロシア国境軍の staion はペシャナヤ (Peschanaya) に位置する。

### 国境線と国境地帯
条約によっては、豆満江が「中朝国境地帯」として設定され、共同主権とされている場合もある。この場合、三国国境地点は厳密に三国の領土が接する地点とはならない。